# Balnapaling
Balnapaling (Schots-Gaelisch: Baile nam Pèiling) is een dorp in de Schotse lieutenancy Ross and Cromarty in het raadsgebied Highland op de noordelijke oever van de Cromarty Firth in de buurt van Cromarty.